# Jussi Linnamo
Jussi Linnamo (Geburtsname Jussi Lindgren; * 13. Oktober 1924 in Wyborg, Finnland, heute: Russland; † 18. Mai 2004 in Helsinki) war ein finnischer Politiker der Sozialdemokratischen Partei Finnlands (SDP), der verschiedene Ministerposten bekleidete und zwischen 1970 und 1988 Generaldirektor der Bankenaufsichtsbehörde (Pankkitarkastusvirasto/Finska bankinspektionen) war.

## Leben

### Studien, Ministerialbeamter und Bankmanager
Jussi Lindgren, der 1929 den Namen Linnamo annahm, begann nach dem Schulbesuch ein Studium der Sozialwissenschaften und schloss dieses 1949 mit einem Bachelor ab. Er war zwischen 1951 und 1952 Rektor der Bürger- und Arbeiterhochschule Hamina und von 1952 bis 1955 Assistent am Forschungsinstitut für Sozialwissenschaften sowie zugleich Dozent für Volkswirtschaftslehre und Statistik an der Sozialwissenschaftlichen Fakultät der Universität Tampere. Während dieser Zeit beendete er sein postgraduales Studium der Sozialwissenschaften 1955 mit einem Lizenziat und arbeitete von 1955 bis 1960 als Forscher am Wirtschaftsforschungsinstitut der Bank von Finnland (Suomen Pankki/Finlands Bank), der Zentralbank Finnlands. Nachdem er zwischen 1961 und 1962 kurzzeitig Abteilungsleiter des Finnischen Sparkassenverbandes (Suomen Säästöpankkiliitto) gewesen war, wechselte er 1962 ins Finanzministerium und hatte darin bis 1967 die Funktion des Leiters der Abteilung Volkswirtschaft inne. Danach fungierte er zwischen 1967 und 1970 als Chief Executive Officer (CEO) der Arbeitersparbank (Peruspankki Oy/Grundbanken Ab).

### Minister, Zavidovo-Affäre und Generaldirektor der Bankenaufsichtsbehörde
Er war zwischen dem 22. März 1968 und dem 31. Januar 1970 im ersten Kabinett Koivisto Minister im Büro des Ministerpräsidenten. Danach wurde er 1970 Generaldirektor der Bankenaufsichtsbehörde (Pankkitarkastusvirasto/Finska bankinspektionen). Zwischenzeitlich übernahm er zudem im zweiten Kabinett Paasio vom 23. Februar bis zum 4. September 1972 das Amt als Minister für Handel und Industrie sowie zeitgleich zwischen dem 23. Februar und dem 4. September 1972 auch als Minister im Außenministerium und vom 25. Februar bis 4. September 1972 zudem als Minister im Ministerium für Soziales und Gesundheit.
Im darauf folgenden ersten Kabinett Sorsa wurde er am 4. September 1972 sowohl Minister im Außenministerium als auch Minister im Ministerium für Handel und Industrie. Er bekleidete diese beiden Ämter bis zum 5. Mai 1973 und wurde von Jermu Laine abgelöst. Er war als solcher zuständiger Minister für den Außenhandel und musste von seinen Ämtern im Zuge der sogenannten „Zavidovo“-Affäre zurücktreten. Die „Zavidovo“-Affäre war eine Reihe von Ereignissen, die aus einem äußerst geheimen Memorandum über die vertraulichen und privaten Gespräche entstanden sind, die im August 1972 zwischen dem Präsidenten der Republik Finnland Urho Kekkonen und der sowjetischen Führung im Jagdschloss in Zavidovo bei Moskau an die Presse durchsickerten. Kekkonen hatte das Dokument selbst verfasst, das das „tiefe Misstrauen der sowjetischen Führung gegenüber dem damals geltenden EWG-Abkommen“ zum Ausdruck brachte. Kekkonen fühlte, dass er das Vertrauen der Sowjetunion verloren hatte, als es durch die Vermittlung des finnlandschwedischen Journalisten Tor Högnäs am 31. Oktober 1972 in den von ihm vertretenen Zeitungen Vasabladet, Dagens Nyheter (Schweden) und Dagbladet (Norwegen) veröffentlicht wurde. Ermittlungen des Amts des Premierministers und des Justizministeriums ergaben, dass neben Jussi Linnamo der Minister im Ministerium für Handel und Industrie Seppo Lindblom und der Stabschef des Präsidenten Antero Jyränki fahrlässig gehandelt hatten, indem sie Unbefugten das Lesen des Memorandums ermöglichten. Linnamo vermied ein Verfahren vor dem Obersten Gerichtshof, indem er als Minister zurücktrat, und auch Jyränki musste sein Amt aufgeben, was Lindblom bereits getan hatte. Die beiden Letztgenannten wurden zu geringfügigen Geldstrafen verurteilt.
Nach seinem Ausscheiden aus der Regierung übernahm Linnamo wieder sein Amt als Generaldirektor der Bankenaufsichtsbehörde und bekleidete dieses Amt bis 1988, woraufhin Jorma Aranko seine Nachfolge antrat. 1999 wurde ihm der Titel Professor verliehen.

## Veröffentlichungen
- Suomi maailmantaloudessa, 1967, 3. Auflage 1975, ISBN 951-9093-23-0

in englischer Sprache
- Finland, a growing economy, 1967